# 69. вечити дерби у фудбалу
69. вечити дерби у фудбалу је фудбалска утакмица одиграна у Београду 25. октобра 1981. године, између Црвене звезде и Партизана. Утакмица се завршила резултатом 1 : 0 (0 : 0) за Црвену звезду.